# Пожар (Дечани)
Пожар (серб. Пожар, Požar; алб. Pozhar) — село в общине Дечани в исторической области Метохия. С 2008 года находится под контролем частично признанной Республики Косово.

## Административная принадлежность
| Сербская позиция                                                                 | Албанская позиция                                            |
| -------------------------------------------------------------------------------- | ------------------------------------------------------------ |
| входит в общину Дечани Печского округа автономного края Косово и Метохия, Сербия | входит в общину Дечани Джяковицкого округа Республики Косово |

## Население
Согласно переписи населения 1981 года в селе проживало 488 человек: 437 албанцев и 50 черногорцев.
Согласно переписи населения 2011 года в селе проживало 424 человека: 214 мужчин и 210 женщин; 395 албанцев и 29 ашкали.
| Численность населения | Численность населения | Численность населения | Численность населения | Численность населения | Численность населения | Численность населения |
| 1948                  | 1953                  | 1961                  | 1971                  | 1981                  | 1991                  | 2011                  |
| --------------------- | --------------------- | --------------------- | --------------------- | --------------------- | --------------------- | --------------------- |
| 249                   | 262                   | 314                   | 393                   | 488                   | 553                   | 424                   |

## Достопримечательности
На территории села находится:
- башня Деме Али Пожария;
- мечеть.